# Four Kicks
"Four Kicks" é o segundo single do álbum Aha Shake Heartbreak da banda americana Kings of Leon. A canção chegou a posição n° 24 no UK singles chart e na posição n° 32 no Irish singles chart.

## Faixas
| CD single |               |         |  |
| N.º       | Título        | Duração |  |
| 1.        | "Four Kicks"  | 2:08    |  |
| 2.        | "Head to Toe" | 2:04    |  |

| 10" vinil |                        |         |  |
| N.º       | Título                 | Duração |  |
| 1.        | "Four Kick"            | 2:08    |  |
| 2.        | "Four Kicks" (Ao vivo) | 2:46    |  |
| 3.        | "Razz" (Dub Mix)       | 3:11    |  |

| 7" vinil |               |         |  |
| N.º      | Título        | Duração |  |
| 1.       | "Four Kicks"  | 2:08    |  |
| 2.       | "Head to Toe" | 2:04    |  |